# دريك (سلماس)
دريك (بالفارسية: دریک)هي قرية في مقاطعة سلماس، إيران. يقدر عدد سكانها بـ 294 نسمة بحسب إحصاء 2016.